# 李在公 (崇禎進士)
李在公（？—？），字怀虚，號本实，直隶大名府长垣县人，明朝政治人物。

## 生平
天启元年（1621年）辛酉科举人，崇祯十三年（1640年）庚辰科进士，吏部观政。授行人司行人。